# Kevin Tsai
Kevin Tsai Kang Yong (Cai KangyongP, 蔡康永T; Taiwan, 1º marzo 1962) è uno scrittore e conduttore televisivo taiwanese, prevalentemente conosciuto per aver condotto il programma televisivo KangXi Lai Le, che va in onda sulla Chung T'ien Television, con la compagna conduttrice Xidi Hsu.

## Biografia
Tsai è nato in una famiglia benestante. Suo padre era un rinomato avvocato e la sua famiglia ha partecipato brevemente nel business navale. Tsai ha frequentato una scuola privata per la sua educazione pre-universitaria, dopodiché si è iscritto alla Tunghai University per studiare lingue straniere, nel 1984.
Nel 1990, Kevin Tsai si è laureato alla UCLA School of Theater, Film and Television di Los Angeles, California, con un master in Produzione televisiva, e si è trasferito nuovamente a Taiwan. Ha iniziato a lavorare come direttore della stazione radio Voice of Taipei, e più tardi come direttore capo di GQ - Taiwan. Nel 2004 si è unito alla conduttrice televisiva Xidi Hsu per condurre il programma KangXi Lai Le, e da quel momento la sua popolarità è salita alle stelle. Kevin Tsai ha anche condotto il Golden Horse Film Festival and Awards. Affiancato da Patty Hou e Lin Chi-ling, ha presentato lo show di premiazione dal 2001. Kevin è anche un affermato scrittore. Ha scritto sette libri, molti dei quali sono stati dei best seller a Taiwan.
Tsai è un omosessuale dichiarato. Durante un programma condotto da Li Ao nel 2002, Kevin Tsai ha apertamente ammesso il suo orientamento sessuale, affrettandosi a puntualizzare che c'è ancora molto lavoro da fare a Taiwan per i diritti degli omosessuali.